# U-21-Fußball-Europameisterschaft 2021/Gruppe A
| Pl. | Land        | Sp. | S | U | N | Tore    | Diff. | Punkte |
| --- | ----------- | --- | - | - | - | ------- | ----- | ------ |
| 1.  | Niederlande | 3   | 1 | 2 | 0 | 008:300 | +5    | 05     |
| 2.  | Deutschland | 3   | 1 | 2 | 0 | 004:100 | +3    | 05     |
| 3.  | Rumänien    | 3   | 1 | 2 | 0 | 003:200 | +1    | 05     |
| 4.  | Ungarn      | 3   | 0 | 0 | 3 | 002:110 | −9    | 0      |

Gruppe A der U-21-Fußball-Europameisterschaft 2021:

## Rumänien – Niederlande 1:1 (1:1)
| Rumänien                                                  | Rumänien | Niederlande | Niederlande |
| --------------------------------------------------------- | --- | --- | ----------- |
| Rumänien                                                  | \| 1. Spieltag \| \| 24. März um 21:00 Uhr in Budapest (Bozsik-József-Stadion) \| \| Ergebnis: 1:1 (1:1) \| \| Zuschauer: keine \| \| Schiedsrichter: Sandro Schärer ( Schweiz) \| \| Spielbericht \|                                                       | \| 1. Spieltag \| \| 24. März um 21:00 Uhr in Budapest (Bozsik-József-Stadion) \| \| Ergebnis: 1:1 (1:1) \| \| Zuschauer: keine \| \| Schiedsrichter: Sandro Schärer ( Schweiz) \| \| Spielbericht \|                                      | Niederlande |
| Rumänien                                                  | Daniel Vlad – Denis Haruț, Alexandru Pașcanu, Denis Ciobotariu – Darius Olaru, Olimpiu Maruțan (88. Cătălin Itu), Marius Marin , Andrei Ciobanu, Radu Boboc, – George Ganea (80. Adrian Petre), Alexandru Mățan (72. Răzvan Oaidă) Cheftrainer: Adrian Mutu | Kjell Scherpen – Deyovaisio Zeefuik, Perr Schuurs, Jordan Teze, Mitchel Bakker – Ludovit Reis, Teun Koopmeiners , Dani de Wit – Justin Kluivert, Noa Lang (80. Brian Brobbey), Myron Boadu (64. Cody Gakpo) Cheftrainer: Erwin van de Looi | Niederlande |
| Rumänien                                                  | 1:1 Ciobanu (22.) | 0:1 Schuurs (16.) | Niederlande |
| Rumänien                                                  | Marin (45.+1'), Ganea (68.) | Zeefuik (68.), Koopmeiners (77.) | Niederlande |
| Rumänien                                                  | Spieler des Spiels: Noa Lang | | Niederlande |
| 1. Spieltag                                               | | |             |
| 24. März um 21:00 Uhr in Budapest (Bozsik-József-Stadion) | | |             |
| Ergebnis: 1:1 (1:1)                                       | | |             |
| Zuschauer: keine                                          | | |             |
| Schiedsrichter: Sandro Schärer ( Schweiz)                 | | |             |
| Spielbericht                                              | | |             |

## Ungarn – Deutschland 0:3 (0:0)
| Ungarn                                                    | Ungarn | Deutschland | Deutschland |
| --------------------------------------------------------- | --- | --- | ----------- |
| Ungarn                                                    | \| 1. Spieltag \| \| 24. März um 21:00 Uhr in Székesfehérvár (MOL Aréna Sóstó) \| \| Ergebnis: 0:3 (0:0) \| \| Zuschauer: keine \| \| Schiedsrichter: Guillermo Cuadra Fernández ( Spanien) \| \| Spielbericht \|                                                                | \| 1. Spieltag \| \| 24. März um 21:00 Uhr in Székesfehérvár (MOL Aréna Sóstó) \| \| Ergebnis: 0:3 (0:0) \| \| Zuschauer: keine \| \| Schiedsrichter: Guillermo Cuadra Fernández ( Spanien) \| \| Spielbericht \|                                                                                   | Deutschland |
| Ungarn                                                    | Balázs Bese – Bendegúz Bolla , Botond Balogh, Attila Mocsi, László Deutsch – Mihály Kata, Szabolcs Mezei (78. Márk Kovácsréti) – Martin Palincsar (60. Kristóf Hinora), Norbert Szendrei, Tamás Kiss (78. Alen Skribek) – Adrián Szőke (60. Bence Bíró) Cheftrainer: Zoltán Gera | Finn Dahmen – Josha Vagnoman, Amos Pieper, Nico Schlotterbeck, David Raum (67. Ismail Jakobs) – Niklas Dorsch (75. Vitaly Janelt), Arne Maier (75. Salih Özcan) – Ridle Baku, Mergim Berisha (75. Mateo Klimowicz), Jonathan Burkardt (67. Florian Krüger) – Lukas Nmecha Cheftrainer: Stefan Kuntz | Deutschland |
| Ungarn                                                    | 0:1 Nmecha (61.) 0:2 Baku (66.) 0:3 Baku (73.) | | Deutschland |
| Ungarn                                                    | Szőke (46.), Kiss (58.) | | Deutschland |
| Ungarn                                                    | Spieler des Spiels: Ridle Baku | | Deutschland |
| 1. Spieltag                                               | | |             |
| 24. März um 21:00 Uhr in Székesfehérvár (MOL Aréna Sóstó) | | |             |
| Ergebnis: 0:3 (0:0)                                       | | |             |
| Zuschauer: keine                                          | | |             |
| Schiedsrichter: Guillermo Cuadra Fernández ( Spanien)     | | |             |
| Spielbericht                                              | | |             |

## Ungarn – Rumänien 1:2 (0:0)
| Ungarn                                                    | Ungarn | Rumänien | Rumänien |
| --------------------------------------------------------- | --- | --- | -------- |
| Ungarn                                                    | \| 2. Spieltag \| \| 27. März um 18:00 Uhr in Budapest (Bozsik-József-Stadion) \| \| Ergebnis: 1:2 (0:0) \| \| Zuschauer: keine \| \| Schiedsrichter: Lawrence Visser ( Belgien) \| \| Spielbericht \|                                                                    | \| 2. Spieltag \| \| 27. März um 18:00 Uhr in Budapest (Bozsik-József-Stadion) \| \| Ergebnis: 1:2 (0:0) \| \| Zuschauer: keine \| \| Schiedsrichter: Lawrence Visser ( Belgien) \| \| Spielbericht \|                                                          | Rumänien |
| Ungarn                                                    | Balázs Bese – Bendegúz Bolla , Botond Balogh, Attila Mocsi, László Deutsch (89. Csaba Bukta) – András Csonka, Szabolcs Mezei (67. Mihály Kata) – Alen Skribek (52. Donát Bárány), Norbert Szendrei, Tamás Kiss (67. Olivér Tamás) – Adrián Szőke Cheftrainer: Zoltán Gera | Daniel Vlad – Denis Haruț, Alexandru Pașcanu, Denis Ciobotariu, Radu Boboc – Darius Olaru, Marius Marin , Andrei Ciobanu – Olimpiu Moruțan (61. Adrian Petre) – George Ganea (86. Octavian Popescu), Alexandru Mățan (89. Cătălin Itu) Cheftrainer: Adrian Mutu | Rumänien |
| Ungarn                                                    | 1:0 Csonka (56.) | 1:1 Mățan (70.) 1:2 Pașcanu (87.) | Rumänien |
| Ungarn                                                    | Kiss (13.), Mocsi (23.), Deutsch (52.) | Ciobotariu (5.), Marin (6.), Pașcanu (57.), Ganea (80.) | Rumänien |
| Ungarn                                                    | Szőke (42.) | | Rumänien |
| Ungarn                                                    | Spieler des Spiels: Alexandru Măţan | | Rumänien |
| 2. Spieltag                                               | | |          |
| 27. März um 18:00 Uhr in Budapest (Bozsik-József-Stadion) | | |          |
| Ergebnis: 1:2 (0:0)                                       | | |          |
| Zuschauer: keine                                          | | |          |
| Schiedsrichter: Lawrence Visser ( Belgien)                | | |          |
| Spielbericht                                              | | |          |

## Deutschland – Niederlande 1:1 (0:0)
| Deutschland                                               | Deutschland | Niederlande | Niederlande |
| --------------------------------------------------------- | --- | --- | ----------- |
| Deutschland                                               | \| 2. Spieltag \| \| 27. März um 21:00 Uhr in Székesfehérvár (MOL Aréna Sóstó) \| \| Ergebnis: 1:1 (0:0) \| \| Zuschauer: keine \| \| Schiedsrichter: Maurizio Mariani ( Italien) \| \| Spielbericht \|                                                                                          | \| 2. Spieltag \| \| 27. März um 21:00 Uhr in Székesfehérvár (MOL Aréna Sóstó) \| \| Ergebnis: 1:1 (0:0) \| \| Zuschauer: keine \| \| Schiedsrichter: Maurizio Mariani ( Italien) \| \| Spielbericht \|                                                              | Niederlande |
| Deutschland                                               | Finn Dahmen – Josha Vagnoman, Amos Pieper, Nico Schlotterbeck – Ridle Baku (89. Vitaly Janelt), Arne Maier (82. Anton Stach), Niklas Dorsch, Ismail Jakobs (78. David Raum) – Mergim Berisha (82. Jonathan Burkardt), Salih Özcan (78. Mateo Klimowicz) – Lukas Nmecha Cheftrainer: Stefan Kuntz | Kjell Scherpen – Jordan Teze, Perr Schuurs, Sven Botman, Mitchel Bakker – Abderrahman Harroui, Teun Koopmeiners , Cody Gakpo – Justin Kluivert (78. Javairô Dilrosun), Dani de Wit (88. Brian Brobbey), Noa Lang (22. Ferdi Kadioglu) Cheftrainer: Erwin van de Looi | Niederlande |
| Deutschland                                               | 1:1 Nmecha (84.) | 0:1 Kluivert (48.) | Niederlande |
| Deutschland                                               | Dorsch (26.), Jakobs (51.) | Koopmeiners (37.), Teze (51.) | Niederlande |
| Deutschland                                               | Spieler des Spiels: Justin Kluivert | | Niederlande |
| 2. Spieltag                                               | | |             |
| 27. März um 21:00 Uhr in Székesfehérvár (MOL Aréna Sóstó) | | |             |
| Ergebnis: 1:1 (0:0)                                       | | |             |
| Zuschauer: keine                                          | | |             |
| Schiedsrichter: Maurizio Mariani ( Italien)               | | |             |
| Spielbericht                                              | | |             |

## Niederlande – Ungarn 6:1 (1:0)
| Niederlande                                               | Niederlande | Ungarn | Ungarn |
| --------------------------------------------------------- | --- | --- | ------ |
| Niederlande                                               | \| 3. Spieltag \| \| 30. März um 18:00 Uhr in Székesfehérvár (MOL Aréna Sóstó) \| \| Ergebnis: 6:1 (1:0) \| \| Zuschauer: keine \| \| Schiedsrichter: Sandro Schärer ( Schweiz) \| \| Spielbericht \| | \| 3. Spieltag \| \| 30. März um 18:00 Uhr in Székesfehérvár (MOL Aréna Sóstó) \| \| Ergebnis: 6:1 (1:0) \| \| Zuschauer: keine \| \| Schiedsrichter: Sandro Schärer ( Schweiz) \| \| Spielbericht \|                                                                                              | Ungarn |
| Niederlande                                               | Kjell Scherpen – Jordan Teze (46. Deyovaisio Zeefuik), Perr Schuurs, Sven Botman, Mitchel Bakker (46. Tyrell Malacia) – Abdou Harroui – Ferdi Kadioglu (82. Jurgen Ekkelenkamp), Dani de Wit , Cody Gakpo (82. Javairô Dilrosun) – Justin Kluivert (46. Brian Brobbey), Myron Boadu Cheftrainer: Erwin van de Looi | Balázs Bese – Bendegúz Bolla , Attila Mocsi, Benedek Varju, András Huszti (53. László Deutsch) – Kristóf Hinora (53. András Csonka), Mihály Kata, Szabolcs Mezei (90. Martin Palincsár) – Csaba Bukta, Donát Bárány (63. Bence Bíró), Alen Skribek (53. Norbert Szendrei) Cheftrainer: Zoltán Gera | Ungarn |
| Niederlande                                               | 1:0 de Wit (42.) 2:0 Boadu (47., Elfmeter) 3:0 Gakpo (58.) 4:1 Gakpo (70.) 5:1 Botman (87.) 6:1 Brobbey (89.) | 3:1 Bolla (65.) | Ungarn |
| Niederlande                                               | Boadu (35.), Botman (65.) | Huszti (48.), Bárány (61.) | Ungarn |
| Niederlande                                               | Spieler des Spiels: Cody Gakpo | | Ungarn |
| 3. Spieltag                                               | | |        |
| 30. März um 18:00 Uhr in Székesfehérvár (MOL Aréna Sóstó) | | |        |
| Ergebnis: 6:1 (1:0)                                       | | |        |
| Zuschauer: keine                                          | | |        |
| Schiedsrichter: Sandro Schärer ( Schweiz)                 | | |        |
| Spielbericht                                              | | |        |

## Deutschland – Rumänien 0:0
| Deutschland                                               | Deutschland | Rumänien | Rumänien |
| --------------------------------------------------------- | --- | --- | -------- |
| Deutschland                                               | \| 3. Spieltag \| \| 30. März um 18:00 Uhr in Budapest (Bozsik-József-Stadion) \| \| Ergebnis: 0:0 \| \| Zuschauer: keine \| \| Schiedsrichter: Guillermo Cuadra Fernández ( Spanien) \| \| Spielbericht \|                                                    | \| 3. Spieltag \| \| 30. März um 18:00 Uhr in Budapest (Bozsik-József-Stadion) \| \| Ergebnis: 0:0 \| \| Zuschauer: keine \| \| Schiedsrichter: Guillermo Cuadra Fernández ( Spanien) \| \| Spielbericht \|                                                                           | Rumänien |
| Deutschland                                               | Finn Dahmen – Josha Vagnoman, Amos Pieper, Nico Schlotterbeck, David Raum – Arne Maier , Niklas Dorsch – Ridle Baku (82. Ismail Jakobs), Mateo Klimowicz (63. Jonathan Burkardt), Mergim Berisha (90.+1' Anton Stach) – Lukas Nmecha Cheftrainer: Stefan Kuntz | Daniel Vlad – Ștefan Vlădoiu, Alexandru Pașcanu (63. Radu Drăgușin), Denis Ciobotariu, Denis Haruț – Cătălin Itu (46. Andrei Ciobanu), Marco Dulca (57. Olimpiu Moruţan), Răzvan Oaidă – Darius Olaru, Alexandru Mățan – Adrian Petre (76. Octavian Popescu) Cheftrainer: Adrian Mutu | Rumänien |
| Deutschland                                               | Raum (43.), Dorsch (50.), Pieper (64.) | Oaidă (28.), Itu (40.), Mățan (48.), Olaru (52.), Petre (67.), Ciobotariu (69.) | Rumänien |
| Deutschland                                               | Nmecha schießt einen Handelfmeter an den Pfosten (72.) | | Rumänien |
| Deutschland                                               | Spieler des Spiels: Niklas Dorsch | | Rumänien |
| 3. Spieltag                                               | | |          |
| 30. März um 18:00 Uhr in Budapest (Bozsik-József-Stadion) | | |          |
| Ergebnis: 0:0                                             | | |          |
| Zuschauer: keine                                          | | |          |
| Schiedsrichter: Guillermo Cuadra Fernández ( Spanien)     | | |          |
| Spielbericht                                              | | |          |